# Deutscher Menschenrechts-Filmpreis

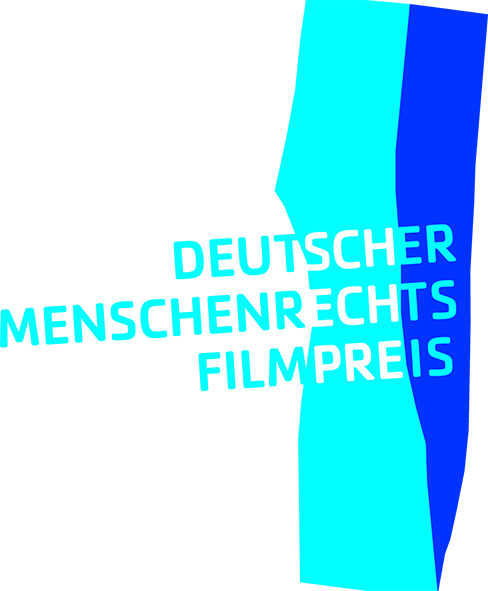
Logo (seit 2015)

Seit 1998 zeichnet der Deutsche Menschenrechts-Filmpreis herausragende Produktionen zu Menschenrechtsthematiken aus. Er dokumentiert und würdigt auf diese Weise den Einsatz engagierter Filmemacher für die Einhaltung der Menschenrechte. Gleichzeitig lenkt er das öffentliche Interesse auf Menschenrechtsverletzungen und Menschenrechtsarbeit und fördert so die gesellschaftliche Auseinandersetzung mit diesen Themen.
Der Deutsche Menschenrechts-Filmpreis wird alle zwei Jahre in Nürnberg verliehen. Träger ist ein Zusammenschluss von zivilgesellschaftlichen Organisationen, darunter Menschenrechts-, Bildungs-, Kultur- und Medienorganisationen, konfessionelle Organisationen, Gewerkschaften, Wohlfahrtsverbände und kommunale Einrichtungen.

## Ziele und Inhalte
Der Deutsche Menschenrechts-Filmpreis wird in den Kategorien Langfilm, Kurzfilm, Magazinbeitrag, Hochschule (Film- oder Kunsthochschulen) und Amateure verliehen, in denen das Thema Menschenrechte inhaltlich wie formal herausragend umgesetzt wird.
Der Deutsche Menschenrechts-Filmpreis schärft das Bewusstsein für die Bedeutung der Menschenrechte in Öffentlichkeit und Politik. Film und Fernsehen beeinflussen die gesellschaftliche Wahrnehmung in besonderem Maße. Mit der Auszeichnung herausragender Filmproduktionen zum breiten Themenfeld der Menschenrechte betont der Preis die Bedeutung der Informations-, Bildungs- und Kontrollfunktion der Medien.
Besonders Jugendliche setzen sich immer wieder engagiert mit Menschenrechtsthemen auseinander. Der Deutsche Menschenrechtsfilmpreis ermutigt sie, das Thema durch eigene Filmprojekte zu erarbeiten und in der Kategorie Amateur einzureichen. Um Jugendliche an die filmische Umsetzung von Menschenrechtsfragen heranzuführen, bieten die Veranstalter medienpädagogische Unterstützung an. Aktiver Umgang mit dem Medium Film in Verbindung mit der inhaltlichen Auseinandersetzung mit den Menschenrechten stärkt die Medienkompetenz der Jugendlichen und sensibilisiert sie für Fragen des Medienkonsums, der Kommunikation von Inhalten und der Gestaltung des menschlichen Zusammenlebens.
Die prämierten Filme werden zusammen mit didaktischen Materialien für den Einsatz in Schulen, auf Festivals oder anderen Veranstaltungen der Öffentlichkeit angeboten. Dadurch gibt der Preis Impulse für die schulische und außerschulische Bildungsarbeit.

## Wettbewerbsbedingungen ab Jahrgang 2024
Der Deutsche Menschenrechts-Filmpreis richtet sich an professionelle Filmemacher und Non Professional (Schüler-/Videogruppen und Einzelpersonen jeglichen Alters) und Studierende der Filmhochschulen. Die nächste Wettbewerbsrunde startet am 1. März 2026. Für die verschiedenen Gruppen gilt folgendes Reglement:

### Kategorie Langfilm
- professionelle TV- und Kinoproduktionen
- in deutscher Sprache oder deutsch untertitelt
- keine Begrenzung der Spiellänge
- alle Genres
- Fertigstellung des Films nach dem 31. Dezember 2023
- Anmeldeunterlagen auf der Website ab 01. März 2026
- Der Preis ist mit 2.500 Euro dotiert.

### Kategorie Kurzfilm
- professionelle TV- und Kinoproduktionen
- in deutscher Sprache oder deutsch untertitelt
- maximal 30 Minuten Spiellänge
- aller Genre
- Fertigstellung des Films nach dem 31. Dezember 2023
- Anmeldeunterlagen auf der Website ab 01. März 2026
- Der Preis ist mit 2.500 Euro dotiert.

### Kategorie Magazin
- Produktionen von professionellen Filmemacherinnen und Filmemacher
- journalistische Kurzbeiträge z. B. Beiträge aus Nachrichtensendungen, Magazinen, Einzelbeiträge in TV oder Web.
- professionelle Magazinbeiträge aus Fernsehen oder Web
- maximal 15 Minuten Spiellänge
- Fertigstellung nach dem 31.12.2023
- Anmeldeunterlagen auf der Website ab 01. März 2026
- Der Preis ist mit 2.500 Euro dotiert

### Kategorie Hochschule (Film- oder Kunsthochschule)
- Produktionen von Studierenden von Filmhochschulen, Medien- oder Kunstakademien
- in deutscher Sprache oder deutsch untertitelt
- (neu!) keine Begrenzung der Spiellänge
- aller Genres
- Fertigstellung des Films nach dem 31. Dezember 2023
- Anmeldeunterlagen auf der Website ab 01. März 2026
- Der Preis ist mit 2500 Euro dotiert.

### Kategorie Non Professional
- Produktionen von nicht-kommerziell/nicht berufsmäßig arbeitenden Filmemachern
- in deutscher Sprache oder deutsch untertitelt
- (neu!) keine Begrenzung der Spiellänge
- aller Genres
- Fertigstellung des Films nach dem 31. Dezember 2023
- Anmeldeunterlagen auf der Website ab 01. März 2026
- Der Preis ist mit 2500 Euro dotiert.

### Kategorie Bildung
Hierzu können die Produktionen nicht direkt eingesandt werden. Der Preisträger wird durch eine Fachjury aus allen Einreichungen ermittelt. Geehrt werden Filme, die sich in herausragender Weise zum Einsatz in der schulischen und außerschulischen Jugend- und Erwachsenenbildung eignen. Das FWU – Institut für Film und Bild in Wissenschaft und Unterricht stiftet das Preisgeld. Zudem wird der Preisträgerfilm in dieser Kategorie mit ausführlichem Unterrichtsmaterial durch das FWU veröffentlicht. Mit seinem Engagement als Medienproduzent und Förderer von audiovisuellen und interaktiven Medien für Schule und Bildung will das FWU dazu beitragen, Menschenrechtsthemen nachhaltig in allen Bildungsbereichen zu platzieren.

## Preisträger

### Jahrgang 1998

#### Kategorie Profi
- 1. Preis Eine Blume für die Frauen in Kabul; Siba Shakib, 20 Min., 1998
- 2. Preis Der Brief aus Kambodscha; Alice Schmid, 13 Min., 1997
- 3. Preis Leben mit der Hinrichtung; Klaus Steinberg, Astrid Bock, 29 Min., 1997

#### Kategorie Amateur
- 1. Preis Vögelköpfe; Frank Roters, 8 Min., 1997
- 2. Preis Stadt ohne Vorurteil; Regionale Arbeitsstelle für Ausländerfragen, Jugendarbeit und Schule Schwerin, 10 Min., 1997
- 3. Preis Robert; Johannes Hahn, 10 Min., 1998

### Jahrgang 2000

#### Kategorie Profi
- 1. Preis Die Farbe der Wahrheit; Dobrivoie Kerpenisan, Clarissa Ruge, 29 Min., 1998
- 2. Preis Ich habe getötet; Alice Schmid, 29 Min., 1999
- 3. Preis Bolokoli; Rita Erben, 26 Min., 2000

#### Kategorie Amateur
- 1. Preis Commercial Presentation; Chris Schwarz, Georg Geutebrück, 3 Min., 1998
- 2. Preis Toys; Janina Hüttenrauch, 11 Min., 2000
- 3. Preis Arbeitende Kinder in Matagalpa; Volker Hoffmann, 10 Min., 2000

### Jahrgang 2002

#### Kategorie Profi
- 1. Preis Gipfelstürmer; Michael Busse, Maria-Rosa Bobbi, 44 Min., 2002
- 2. Preis Flucht in den Tod; Marc Wiese, 45 Min., 2002
- 3. Preis Das andere Gesicht des Feindes; Wiltrud Kremer, 29 Min., 2002

#### Kategorie Amateur
- 1. Preis Spiel mit dem Tod; Evang. Mörike-Gymnasium, 2 Min., 2002
- 2. Preis Das Thema; Holzkopf feat. Jay D. Rain Project, 4 Min., 2001
- 3. Preis Die Versöhnung; Trickfilmgruppe Medienzentrum Lübeck, 5 Min., 2002

### Jahrgang 2004

#### Kategorie Profi
- 1. Preis Gott segne unseren Überfall; Martin Buchholz, 44 Min., 2003
- 2. Preis Moderne Sklavinnen; Ulrike Baur, 44 Min., 2003
- 3. Preis The Innocence Project; Julie von Kessel, Udo van Kampen, 20 Min., 2002

#### Kategorie Amateur
- 1. Preis Edwins Welt; Daniela Perathoner, 7 Min., 2004
- 2. Preis Ehre und Recht – Der Stärkere gibt nach; Jugendgruppe Chip 36, 7 Min., 2003
- 3. Preis Das Waisenhaus; Die 3-100, 11 Min., 2004

### Jahrgang 2006

#### Kategorie Profi
- 1. Preis Tod in der Zelle – Warum starb Oury Jalloh?; Marcel Kolvenbach, Pagonis Pagonakis, 43 Min.
- 2. Preis Getauschte Blicke – Theaterleben in Kabul; Jutta von Stieglitz-Yousufy, 44 Min.
- 3. Preis SchussWechsel – Fotografen in einem zerrissenen Land; Sacha Mirzoeff, Bettina Borgfeld, 45 Min., WDR

#### Kategorie Amateur
- 1. Preis Akhona; Michael Spengler, 5 Min.
- 2. Preis Holidays – Vom Krieg überrascht; Fadia Mansour, Nuhr Elabbas, Lilian El-Khawas, 9 Min.
- 3. Preis MenschenRecht; Lichtenberger Boys, 5 Min.

#### Kategorie Filmhochschule
- 1. Preis Banffy Castle; Tobias Müller, 43 Min.

### Jahrgang 2008

#### Kategorie Profi
- Im Schatten des Bösen; Susanne Babila, 59 Min.

#### Kategorie Amateur
- Oury Jalloh; Simon Jaikiriuma Paetau, 30 Min.

#### Kategorie Filmhochschule
- comme tout autre humain; Christiane Schmidt, Didier Guillain, 56 Min.

#### Kategorie Kurzfilm/Magazinbeitrag
- Italiens harte Hand; Clemens Riha, Alessandro Allaria, 6 Min.

#### Kategorie Bildungspreis
- Kindersklaven; Rebecca Gudisch, Tilo Gummel, 30 Min.

### Jahrgang 2010

#### Kategorie Profi
- Iran Elections 2009; Ali Samadi Ahadi, 52 Min.

#### Kategorie Amateur
- Reise ohne Rückkehr – Endstation Frankfurter Flughafen; Güclü Yaman, 25 Min.

#### Kategorie Filmhochschule
- Talleres Clandestinos; Catalina Molina, 40 Min.

#### Kategorie Kurzfilm/Magazinbeitrag
- Wegschauen und vertuschen?; Markus Schmidt, Markus Zeidler, 10 Min.

#### Kategorie Bildungspreis
- Rückkehr ins Elend – Abschiebung der Roma ins Kosovo; Martina Morawietz, 15 Min.

### Jahrgang 2012

#### Kategorie Profi
- Mädchengeschichten: Esther und die Geister; Heidi Specogna, 30 Min.

#### Kategorie Amateur
- Syrien – Zwischen Verzweiflung und Hoffnung; Tim Hartelt, 30 Min.

#### Kategorie Filmhochschule
- Rausch; Verena Jahnke, 20 Min.

#### Kategorie Kurzfilm/Magazinbeitrag
- Bon Voyage; Fabio Friedli, 7 Min.

#### Kategorie Bildungspreis
- Five ways to kill a man; Christopher Bisset, 10 Min.

### Jahrgang 2014

#### Kategorie Langfilm
- Camp 14 – Total Control Zone; Marc Wiese, 101 Min.

#### Kategorie Amateur
- Finde den Fehler!; «all inclusive» – Verein zur Förderung komplementärer Diversitätsstrukturen, Regie: Gerhard Prügger[1], 2 Min.

#### Kategorie Filmhochschule
- Nadeshda; Anna Frances Ewert und Falk Müller, 48 Min.

#### Kategorie Kurzfilm
- Mohammed auf der Flucht; Guido Holz, 25 Min.

#### Kategorie Magazinbeitrag
- Yussuf – Die Geschichte einer Flucht; Caroline Walter und Bertram von Boxberg, 8 Min.

#### Kategorie Bildungspreis
- Bahar im Wunderland; Behrooz Karamizade, 16 Min.

### Jahrgang 2016

#### Kategorie Langfilm
- cahier africain; Heidi Specogna, 119 Min.

#### Kategorie Kurzfilm
- Esperanza 43; Oliver Stiller, 20 Min.

#### Kategorie Magazinbeitrag
- Mexiko – Künstler gegen das Verbrechen; Alexander Bühler und Jens-Uwe Korsowsky, 6:50 Min.

#### Kategorie Hochschule
- Where to, Miss?; Manuela Bastian, 83 Min.

#### Kategorie Amateure
- Morgenland; Sonja Elena Schroeder, Luise Rist, Hans Kaul und Thomas Kirchberg, 34:30 Min.

#### Kategorie Bildungspreis
- Durch den Vorhang; Arkadij Khaet, 27 Min.

### Jahrgang 2018

#### Kategorie Langfilm
- Styx; Wolfgang Fischer, 94 Min.[2]

#### Kategorie Kurzfilm
- Joe Boots; Florian Baron, 30 Min.

#### Kategorie Magazinbeitrag
- Erst integrieren, dann abschieben: Deutschlands absurde Asylpolitik; Naima El Moussaoui, 10 Min.

#### Kategorie Hochschule
- Thinking like a Mountain; Alexander Hick, 91 Min.

#### Kategorie Amateure
- Just a normal Girl; Vanessa Ugiagbe, 25 Min.

#### Kategorie Bildungspreis
- Der Tatortreiniger – Sind Sie sicher? Arne Feldhusen und Mizzi Meyer, 30 Min.

### Jahrgang 2020

#### Kategorie Langfilm
- Für Sama (Originaltitel: For Sama); Waad al-Kateab und Edward Watts, 100 Min.[3]

#### Kategorie Kurzfilm
- Ab 18! – Die Tochter von ...; Joakim Demmer, Verena Kuri und Chiara Minchio, 28 Min.[3]

#### Kategorie Hochschule
- Masel Tov Cocktail (jiddisch Masel tov für „Viel Glück“); Film von Arkadij Khaet und Mickey Paatzsch, 30 Min.[3]

#### Kategorie Non-Professional
- Just. Another. Month.; Charlotte Weinreich und Rosa-Lena Lange, 22 Min.[3]

#### Kategorie Bildungspreis
- Masel Tov Cocktail (jiddisch Masel tov für „Viel Glück“); Film von Arkadij Khaet und Mickey Paatzsch, 30 Min.[3]

### Jahrgang 2022
(Quelle: )

#### Kategorie Langfilm
- A Black Jesus; Dokumentarfilm von Luca Lucchesi, 92 Min.

#### Kategorie Kurzfilm
- Der lange Weg der Sinti und Roma; Dokumentation von Adrian Oeser, 45 Min.

#### Kategorie Hochschule
- Geamăna; Dokumentarfilm von Matthäus Wörle, 30 Min.

#### Kategorie Non-Professional
- Ich wünsche mir ...; Kurzspielfilm von Anna Broghammer, Marie Freynik, Felix Günter und David Moosmann sowie mit Unterstützung von Kerstin Heinlein, 5 Min.

#### Kategorie Magazin
MONITOR – Europas Schattenarmee: Pushbacks an der kroatisch-bosnischen Grenze von Shafagh Laghai, Nicole Vögele, Klaas van Dijken, Jack Saproch, Srdjan Govedarica, Andrea Beer, Jerko Bakotin, Phevos Simeonidis, Bashar Deeb, Steffen Lüdke, Els van Driel, Andrei Popoviciu, Lamia Šabić, Danka Derifa Redaktionsleitung: Georg Restle, Politikmagazin, 2021, 14 Min.

#### Kategorie Bildung
- Hayat springt; Film von Miriam Goeze, 33 Min.[5]

### Jahrgang 2024

#### Kategorie Langfilm
- Sieben Winter in Teheran; Dokumentarfilm von Steffi Niederzoll, 2023, 97 Min.

#### Kategorie Kurzfilm
- Zelle 5 – Eine Rekonstruktion; Dokumentarfilm von Mario Pfeifer, 2023, 43 Min.

#### Kategorie Magazin
- Migrationskrise? Eine Gemeinde zeigt, wie es geht, von Julius Baumeister, Herbert Kordes, Monitor Magazinbeitrag, 2023, 10 Min.

#### Kategorie Hochschule
- Hausnummer Null; Dokumentarfilm von Lilith Kugler, 2024, 95 Min.

#### Kategorie Non Professional
- Alles gehört zu Dir; Dokumentarfilm von Hien Nguyen und Mani Pham Bui, 2023, 13 Min.

#### Kategorie Bildung
- Fünfzehn Minuten; Kurzspielfilm von Sejad Ademaj, 2022, 13 Min.

## Veranstalter
- Amnesty International, Sektion der Bundesrepublik Deutschland e. V.
- Bayerischer Lehrer- und Lehrerinnenverband[6]
- Caritas Pirkheimer Haus (CPH)
- Deutsche UNESCO-Kommission e. V.
- Deutscher Anwaltverein[7]
- Deutscher Gewerkschaftsbund[8]
- Deutsches Institut für Menschenrechte
- Deutsches Jugendherbergswerk
- Evangelische Medienzentrale Bayern im religionspädagogischen Zentrum Heilsbronn[9]
- Katholische Medienzentralen in Bayern[10]
- Amt für Kultur und Freizeit der Stadt Nürnberg (KUF)
- Landesmediendienste Bayern[11]
- Menschenrechtsbüro der Stadt Nürnberg[12]
- missio Aachen[13]
- missio München[14]
- Mission EineWelt, Centrum für Partnerschaft, Entwicklung und Mission der Evangelisch-Lutherischen Kirche in Bayern
- Nürnberger Menschenrechtszentrum[15]
- Pro Asyl
- Stiftung Journalistenakademie[16]
- Verband Bildung und Erziehung, LV Baden-Württemberg

## Unterstützer
- FA-KED der Evang.-Luth. Kirche in Bayern[17]
- Katholischer Fonds für weltkirchliche und entwicklungsbezogene Bildungs- und Öffentlichkeitsarbeit[18]
- Konferenz der Landesfilmdienste[19]
- Menschenrechtsreferat im Kirchenamt der evangelischen Kirche in Deutschland[20]
- Missionsprokur der Jesuiten[21]
- Refugio München[22]
- Gewerkschaft Erziehung und Wissenschaft sowie Bildungs- und Förderungswerk
- Verband Bildung und Erziehung (VBE)

## Medienpartner (seit 2008)
- Bayerischer Rundfunk

## Termine
- Der Deutsche Menschenrechts-Filmpreis wurde zuletzt am 7. Dezember 2024 in Nürnberg vergeben[23]. Der nächste Wettbewerbsjahrgang startet am 1. März 2026 und endet am 15. Juni 2026. Die Preisverleihung des Jahrgangs 2024-2026 ist am 5. Dezember 2026 in Nürnberg.